# Catapaguropsis brucei
Catapaguropsis brucei is een tienpotigensoort uit de familie van de Paguridae. De wetenschappelijke naam van de soort is voor het eerst geldig gepubliceerd in 2007 door McLaughlin & Lemaitre.